# Voormalige bibliotheek (Bussum)
De voormalige bibliotheek van Bussum ligt in het Prins Hendrikpark, aan de noordkant van de Generaal de la Reylaan. Het pand werd in 1913 gebouwd naar het ontwerp van de architecten Van der Goot en Cornelis Kruisweg. Het werd ontworpen voor de functie van openbare bibliotheek, en is daarmee een van de eerste panden in Nederland die specifiek voor dit doel werd gebouwd.
Het pand vormt een Grieks kruis, uitgevoerd in rode baksteen op een donkere plint en gedekt met rode verbeterde Hollandse dakpannen. De noord- en zuidvleugel hebben een zadeldak, de oost- en westvleugel een schilddak met piron. Op de kruising van de vleugels is een achthoekige lichtkoepel geplaatst.
Het gebouw is erkend als rijksmonument en tegenwoordig in gebruik als apotheek.